# 6527 Такасііто
6527 Такасііто (6527 Takashiito) — астероїд головного поясу, відкритий 31 жовтня 1992 року.
Тіссеранів параметр щодо Юпітера — 3,603.
Названо на честь Такасі Іто (яп. たかし・いとう(伊藤孝士) такасі іто:).